# Лебедь, Григорий Ефимович
Григорий Ефимович Лебедь (1911—1988) — старший лейтенант Рабоче-крестьянской Красной Армии, участник Великой Отечественной войны, Герой Советского Союза (1944).

## Биография
Родился 25 декабря 1911 года в селе Забелино (ныне — Лукьяновка Баштанского района Николаевской области Украины). После окончания начальной школы работал кузнецом в колхозе. 
В 1933—1935 годах проходил службу в Рабоче-крестьянской Красной Армии. В марте 1941 года повторно был призван в армию. С июля этого же года — на фронтах Великой Отечественной войны. 20 мая 1942 года был тяжело ранен.
К октябрю 1943 года лейтенант Григорий Лебедь командовал взводом 17-го отдельного армейского инженерного батальона 53-й армии Степного фронта. Отличился во время битвы за Днепр. В ночь с 30 сентября на 1 октября 1943 года взвод под командованием Григория Лебедя переправил через Днепр к юго-востоку от Кременчуга передовую группу. В ночь со 2 на 3 октября лично совершил 12 рейсов, переправив батарею 76-миллиметровых орудий, 12 лошадей, 80 ящиков с боеприпасами, более 100 бойцов и командиров. Когда 7 октября трос, на котором держался паром, был перебит, вместе с товарищами бросился в холодную воду и за час исправил повреждение. В общей сложности его взвод осуществлял переправу советских войск две недели.
Указом Президиума Верховного Совета СССР «О присвоении звания Героя Советского Союза офицерскому, сержантскому и рядовому составу Красной Армии» от 22 февраля 1944 года за «образцовое выполнение боевых заданий командования при форсировании реки Днепр, развитие боевых успехов на правом берегу реки и проявленные при этом отвагу и геройство» был удостоен высокого звания Героя Советского Союза с вручением ордена Ленина и медали «Золотая Звезда» за номером 2497.
Участвовал в боях советско-японской войны. В 1945 году уволен в запас в звании старшего лейтенанта. Проживал в Ленино, работал в колхозе. Скончался 30 июня 1988 года.
Был также награждён орденами Октябрьской Революции и Красного Знамени, двумя орденами Отечественной войны 1-й степени, орденами Трудового Красного Знамени и Красной Звезды, рядом медалей.